# Burn Up W
Burn Up W (バーンナップW Baannappu W?) es una miniserie de OVAs dirigida por Hiroshi Negishi lanzada en 1996. Pronto le siguió una continuación llamada Burn Up Excess (similar a la manera de Tenchi Muyo! Ryo-Ohki tiene muchos paralelos con Tenchi Universe).
El OVA consiste de cuatro episodios, siguiendo al equipo guerrero en sus misiones. Como en la serie, hay muchos elementos de fanservice. En algunas cosas Burn Up W puede ser muy siniestra y oscura.
Fue adquirida por Locomotion para ser emitida en Latinoamérica, doblada al español de América y al portugués.

## Personajes principales
- Rio Kinezono: Rio es la que va al frente en varias misiones. Ella es rubia, y no puede mantener su dinero en su cartera. Siempre busca al hombre ideal que la pueda mantener. En Burn Up W, poco se sabe por qué o como ella se unió al equipo guerrero, pero en Excess ella se unió gracias al encuentro con la líder Maki Kawasaki, se conocieron en un asalto en una tienda. A diferencia de Maya, Rio tiene más nivel en combates mano a mano. Aunque no lo admita tiene sus sentimientos fijados en Yuji Naruo, pero el OVA solo tiene cuatro episodios, nunca se profundizo más.

Voces: Yuka Imai (Japonés), Amanda Winn Lee (Inglés), Rossy Aguirre (Español).
- Maya Jingu: Cabello verde y maniaca de las armas. Maya tiene aproximadamente la misma estatura y medidas de cuerpo de Río. Ella es la francotiradora, se unió al equipo por su gusto al disparar las armas aunque esto le causa problemas. Mientras más grande sea el arma mejor. Cuando dispara las armas siente una gran excitación. Amenaza que si no puede disparar más dejara la policía y se convertirá en mercenaria. En la mayoría de las misiones hace pareja con Rio. En Excess se revela que su padre es jefe del sindicato del crimen lo que la hace la oveja negra por unirse a la policía.

Voces: Maya Okamoto (Japonés), Rene Foresman (W, Inglés), Circe Luna (Español).
- Lilica Ebett: Es la experta en tecnología del equipo. Su cabello es rosa y el la más baja de todas. Lilica es la hija de un saludable hombre de negocios pero se desconoce en el OVA porque trabaja a la policía siendo que ella es rica… hasta el grado de rechazar un satélite espacial regalado por su padre. Nunca sale, siempre esta los cuarteles con su computadora y Maki como ayudante. Es una de las amigas más cercanas a Rio fuera de la oficina y es más excéntrica en la serie Excess.

Voces: Sakura Tange (Japonés), Kimberly Yates (English), Isabel Martiñon (Español).
- Nanvel Candlestick: Es la científica del equipo guerreo. Durante el caso del Ídolo Virtual. Maki alista la ayuda de Nanvel que ha desarrollado “El Heggunte” un androide cazador robot con un gran parecido a la unidad 01 de Evangelion. Nanvel es una genia en cuanto a la robótica y cybertecnología, pero su departamento es un desorden. A través de la influencias de Maki, su departamento recibe más fondos. Como el gusto de Maki por las armas, Nanvel tiene gran apego a las cosas mecánicas y robots, en el último episodio ella equipa a Rio con un traje de fuerza y a Maki con un arma antitanque.

Voces: Yuri Amano (Japonés), Carol Amerson (W, Inglés), Gaby Ugarte (Español).
- Maki Kawasaki: Es la líder del equipo guerrero. Es dura como una piedra y a veces puede ser manipuladora astutamente con sus superiores cuando se trata de darle más libertad al equipo en algunas misiones. Rio usa la misma táctica sus encantos femeninos en las misiones. Maki actúa como la madre del equipo, guiándolos y dándoles enfoque, pero parece que tiene más conexión con Río que los demás. Se rumora que Maki es la misma Maki del OVA original Burn Up! en los 80 y que Rio actúa muy similarmente en Burn Up! En Burn Up W, Maki nunca sale en las misiones pero al final de Excess, Maki toma las armas y junto con el equipo se enfrenta al villano principal.

Voces: Yumiko Shibata (W, Japonés), Mami Kingetsu (Excess, Japonés}, Tiffany Grant (W, Inglés), Mónica Villaseñor (Español).
- Yuji Naruo: Es el pervertido de la serie. Está constantemente fisgoneando las faldas de las chicas y va a tiendas porno. Aun después de todo esto es muy amoroso, ama a Rio muchísimo y veces pone en peligro su vida para salvarla, pero cuando él es el cautivo Rio va a salvarlo. En W, Yuji es un pervertido pero lo compensa sus cualidades, pero en Excess es pervertido al extremo. Porta una cámara actuando siempre como un pervertido voyeur. Su versión en W solo está interesado en Rio y la pornografía. Nunca hace progresos en Maya o Nanvel (aunque la forma de vestir de Nanvel es más provocativa que Rio y Maya). Aunque toma un rol casi inactivo, es considerado parte del equipo y pilotea el helicóptero y otros vehículos del equipo guerrero.

Voces: Ryōtarō Okiayu (Japonés), Jason Lee (Inglés), Irwin Daayan (Español).

## Personajes secundarios y Grupos
- Ash X01: Creado por Nanvel y despachado por Maki para combatir al androide Axia. Su alias es “El Heggante” una mala pronunciación en inglés de “El Gigante”. Muy parecido al Eva 01 de Evangelion. Episodio 2.

- Axia: Una hermosa pero mortal androide guardaespaldas. Episodio 2.

- Chisato: Una contadora de la policía. Amiga personal de Río. Episodios 2-3.

- Dober Head: Un miembro de un grupo terrorista que toma la estación de policía. Es un jefe policiaco traidor. Él personalmente le da acceso a los terroristas al edificio. Episodios 3-4.

- Garra de Halcón: El grupo que toma prisioneros en un foro internacional de paz y hace extrañas peticiones para liberarlos. Episodio 1.

- Jackal Head: Un miembro del grupo terrorista que toma la estación de policía. Es ágil y ataca con un par de cuchillos. Episodios 3-4.

- Maria: Una ídolo virtual, una bella chica que solo existe en el ciberespacio. Episodio 2.

- Wolf Head: un miembro del grupo terrorista que toma la estación de policía. Es musculoso y porta una gran arma. Episodios 3-4.

- Yumi Koai: Un cantante que el grupo Garra de Halcón demanda que haga un desnudo en trampolín. Episodio 1.

## Episodios
Nota: Los títulos son traducciones de la versión en inglés, por lo que no necesariamente pueden corresponder al doblaje en español.
- Caso 1: Sumergiéndose a Piel (スキンダイヴ Sukin Daivu): Representantes de los gobiernos de todo el mundo se reúnen en Tokio para un forum de paz. Una misteriosa mujer entra al edificio donde el forum se lleva a cabo y toma a todos los líderes como prisioneros. El grupo terrorista, identificándose como la Garra del Halcón hace algunas extrañas demandas. El Equipo Guerrero es llamado para salvar el día.

- Caso 2: Buscando a la Ídolo Virtual (電脳アイドル捜せ ): Al principio, dos nuevos personajes son presentados. Una de ellas Maria, una ídolo virtual está hablando con Yuji a través de su casco de realidad virtual. Ella es una chica que solo existe en el ciberespacio, pero Yuji está convencido de que es real. Ella le dice que lo va a conocer en el mundo real. Después de ese día, la policía recibe una llamada de un secuestrador diciendo que ella tomo a María como prisionera. ¿Puede ser ella una persona real? El equipo es llamado a buscarla o al menos su programa.

- Caso 3: Asalto a la Estación de Policía – Parte 1 (ポリスタウン強襲-Act-1): La policía hace una operación de redadas y se tropiezan con una misteriosa máquina de realidad virtual. Entonces se ven con más profundidad las vidas personales de equipo guerrero. Rio recibe una llamada de una agencia coleccionista y va a la tienda a vender su ropa interior usada, cuando ella va se topa con Yuji viendo los trajes de baño del equipo olímpico de natación Maya practica tiro al blanco con un ladrón que intenta huir con una bolsa de dinero. Lilica recibe una llamada de su saludable padre y le ofrece como regalo de cumpleaños una temporada en la playa y un satélite. Se presenta también un nuevo personaje. Chisato quien es contable de la policía y amiga de Río quien desafortunadamente es asesinada por un policía controlado por la droga virtual. Al día siguiente los cuarteles son tomados por un grupo terrorista, que incluyen a Wolf Head, Jackal Head y Dober Head. El Equipo Guerrero es el único que puede retomar la base.

- Caso 4: Asalto a la Estación de Policía – Parte 2 (ポリスタウン強襲-Act-2): El Equipo debe retomar los cuarteles de la policía de los terrorista. Nanvel tiene algunos nuevos juguetes para ayudar a Rio y a Mata. Ella da a Maya un arma ligera pero más poderosa que un antitanque. Rio recibe una armadura que aumenta su fuerza cuando golpea con sus puños, Rio, Maya y Lilica deben usar todas sus capacidades para derrotar a su nuevo enemigo.

## Curiosidades
- En el episodio 2, Nanvel produce un robot llamado “El Heggante” el cual se parece mucho al Eva 01 de Neon Genesis Evangelion.
- Otra similitud con el Eva es cuando El Higgante se activa y va frenéticamente (tal como la Unidad Eva 01) la pantalla de emergencia despliega “ALART” con la misma fuente como el “ALERT” de Evangelion.
- En un episodio de Tenchi Muyo los personajes Rio y Juyi aparecen como cameo.

- Datos: Q2291394